# 1118
1118 (MCXVIII) var ett normalår som började en tisdag i den julianska kalendern.

## Händelser

### Januari
- 24 januari – Sedan Paschalis II har avlidit tre dagar tidigare väljs Giovanni Coniulo till påve och tar namnet Gelasius II.[1]

### Mars
- 8 mars – Gregorius VIII utses till motpåve.

### Okänt datum
- Vid Filips död blir Inge den yngre ensam kung av Sverige. Det är möjligt, att Inge har varit Filips medregent sedan 1110.
- Det hinduiska kungariket Vijayanagar grundas.

## Födda
- 28 november – Manuel I Komnenos, bysantinsk kejsare.
- 21 december – Thomas Becket, kunglig kansler och ärkebiskop av Canterbury (död 1170).
- Andronikos I, bysantinsk kejsare.
- Kristin Knutsdotter, drottning av Norge 1133, gift med Magnus den blinde (född omkring detta år).

## Avlidna
- 21 januari – Paschalis II, född Ranierius, påve sedan 1099.
- 1 maj – Edith av Skottland, drottning av England sedan 1100 (gift med Henrik I)
- 15 augusti – Alexios I Komnenos, bysantinsk kejsare sedan 1081.
- Filip, kung av Sverige sedan omkring 1100.[2]